# Archives nationales (Brésil)
Pour les articles homonymes, voir Archives nationales (homonymie).
Les Archives nationales du Brésil (AN) (en portugais : Arquivo Nacional) sont les institutions brésiliennes responsables de la gestion, de la conservation et de la diffusion des documents du gouvernement fédéral. Subordonné au Ministère de la Justice. 
Conformément au décret n ° 9 360 du 7 mai 2018, en tant qu'organe central du système de gestion de documents - le SIGA du gouvernement fédéral - a pour compétence de « guider les principales organisations et entités du pouvoir exécutif fédéral en la mise en œuvre de programmes de gestion de documents; superviser l'application des procédures et des opérations techniques liées à la production, à l'enregistrement, à la classification, au contrôle du traitement, de l'utilisation et de l'évaluation des documents, dans la perspective de la modernisation des services d'archives gouvernementales; promouvoir la collection de documents de garde permanente pour le traitement technique, la préservation et la diffusion, afin de garantir le plein accès à l'information, à l'appui des décisions gouvernementales de nature politique-administrative et au citoyen dans la défense de ses droits, en vue de: encourager la production de connaissances scientifiques et culturelles; et superviser et appliquer les archives des politiques nationales, créées par le Conseil national des archives - CONARQ. »
Les Archives nationales remplissent ainsi une double fonction essentielle pour l’État et pour la société brésilienne - à la fois dans la gestion des documents d’archives produits dans toutes les institutions fédérales et dans la sauvegarde et la préservation des collections fondamentales pour l’histoire.

## Mission
Les Archives nationales (AN) remplissent une partie de leur mission institutionnelle en offrant des conseils, une assistance technique et une formation aux serveurs d'autres organes de l'administration publique fédérale dans tout le Brésil dans les domaines de la gestion, de la conservation, du traitement technique, de l'accès et de la diffusion. des documents dans le Système de Gestion des Documents - SIGA.
Grâce à son espace de conservation - activité liée à la conservation physique et numérique de documents, à travers des actions continues et à une conservation préventive, à long terme; restauration et changement de format - les Archives nationales garantissent la protection du patrimoine documentaire fondamental du Brésil. Ces actions sont complétées par le traitement technique de cette collection, afin de la rendre accessible au public par le biais de systèmes de recherche et d'instruments de recherche.
Ainsi, les Archives nationales offrent des milliers de documents sous leur garde, accessibles partout dans le monde via Internet; Par contre, il est possible de consulter les documents en personne dans ses deux unités (à Rio de Janeiro et à Brasilia), à distance ou par courrier électronique.
Les Archives nationales disposent actuellement de 10 sites électroniques, 7 bases de données et de 42 outils de recherche  qui permettent à leurs utilisateurs d’avoir accès à des informations sur le document, ainsi qu’à des informations sur ses activités et ses événements. Le système d'information des archives nationales - SIAN se distingue.
L'accès aux informations et aux documents des Archives nationales est renforcée par diverses actions de diffusion, telles que des sites de recherche électroniques, des expositions et des publications. Parmi eux, le Festival international du film d'archives Arquivo em Cartaz, le Magazine Acervo, la Semaine des archives nationales; le Centre de références, Mémoires divulguées; en plus d'avoir une grande présence dans les réseaux sociaux, nous avons rejoint en 2017 le projet GLAM de Wikicommons.

## Histoire

### Les archives publiques de l'empire
Le Règlement n ° 2 du 2 janvier 1838 a créé les archives publiques de l'empire, prévues dans la Constitution de 1824, provisoirement établies au Secrétariat d'État aux affaires de l'empire. La création des Archives nationales ainsi que de l'Institut historique et géographique du Brésil, qui s'ajoute à l'Académie impériale des arts, s'est associée à l'effort de régence de Pedro de Araujo Lima, futur vicomte et Marqués de Olinda, pour la construction d'un État Imperial.
Les archives publiques de l'Empire avaient pour objectif de conserver les documents publics et étaient organisées en trois sections: administrative, responsable des documents du pouvoir exécutif et du modérateur; Législative, chargé de la garde des documents produits par le pouvoir législatif et historique, responsable des documents les plus importants pour l'histoire du Brésil. Son premier quartier général était situé dans le bâtiment du ministère de l'Empire, dans la rue de la Guarda Velha, l'actuelle Treze de Maio. En 1844, les archives publiques de l'empire venaient de s'installer à Praça do Comércio, rue Direita, aujourd'hui Primeiro de Março.
Initialement, l'organe fonctionnait comme une distribution rattachée au secrétariat d'État aux Affaires de l'Empire, devenant autonome en 1840. Cependant, il a occupé le bâtiment du secrétariat jusqu'en 1854, date à laquelle il a été transféré à l'étage supérieur du convent de Santo Antônio. En 1860, décret n. 2 541 ont réformé l'institution, en maintenant la même division des sections, en détaillant un peu plus les attributions de chacune.
À partir des années 1870, on observe une plus grande structuration de l'organe. En 1870, les archives ont occupé l'ancien bâtiment du Recolhimento do Parto dos Terceiros da Ordem do Carmo. En 1873, le pernambouc Joaquim Pires Machado Portella est devenu directeur de l'institution et l'année suivante, les archives ont été ouvertes à la consultation publique. Un nouveau règlement a été adopté, approuvé par le décret n. 6.164 du 24 mars 1876, déterminant diverses transformations et établissant des procédures de travail plus détaillées.
Avec la République, en 1911, le nom de l’organe a toujours été modifié pour désigner les Archives publiques nationales, commé des nombreuses autres institutions qui portaient le terme «impérial».

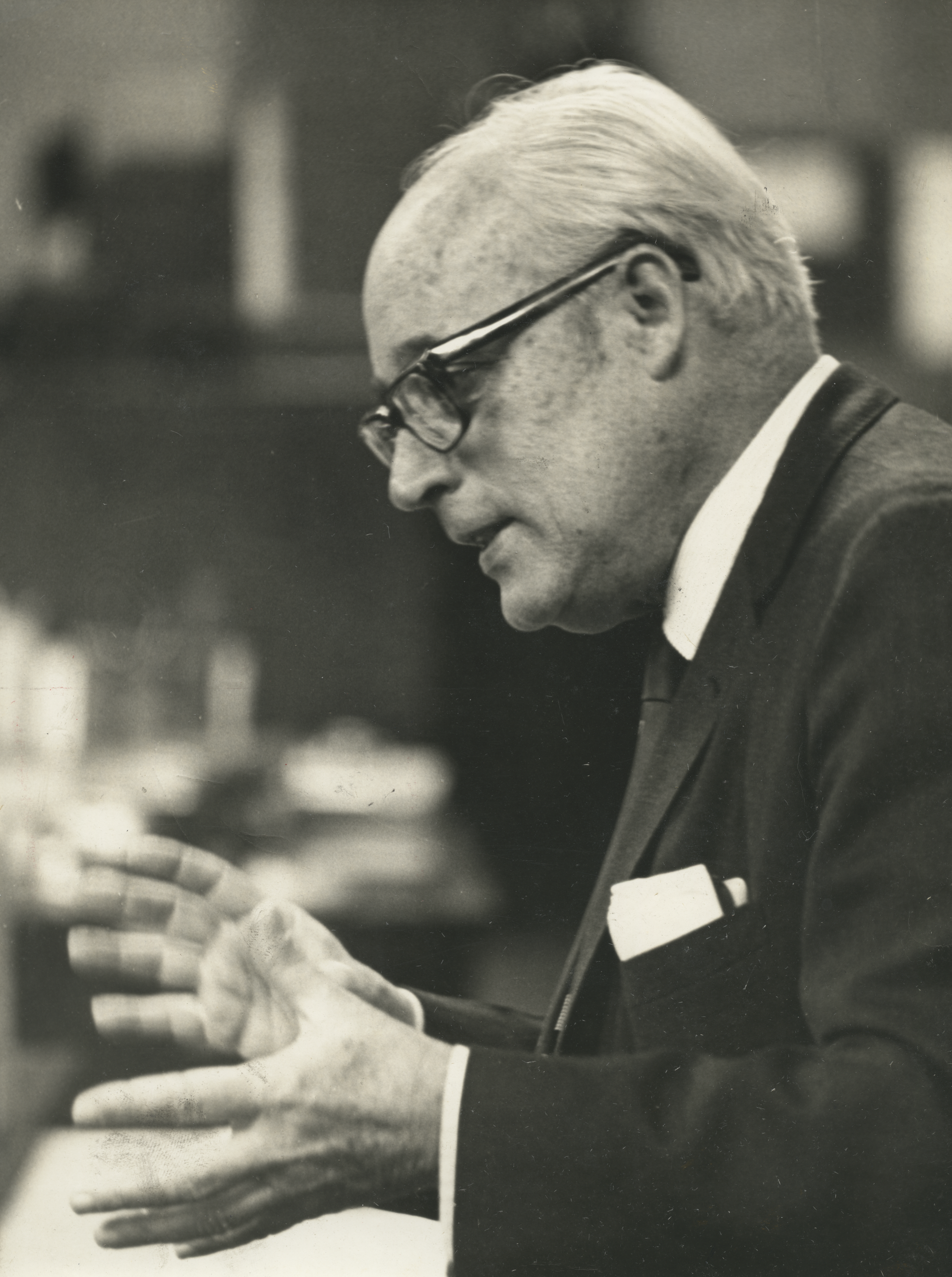
José Honório Rodrigues, directeur général des archives nationales (1958-1964).

### La réforme de José Honório Rodrigues
Pour José Honório Rodrigues, de 1937 à 1945, les Archives nationales "étaient stagnantes, insensibles à l’initiative, en tant que modèle d’institution archaïque, fantôme d´autres temps". Afin de changer cette situation, José Honório Rodrigues, en tant que directeur des Archives nationales, a lui-même approuvé un nouveau règlement par décret n ° 44 862 du 21 novembre 1958, qui définait les archives comme une distribution nationale. La politique des archives, ses attributions et ses objectifs, ont été etablis; la défense et élargissement de la collection sélectionnée sur l'ensemble du territoire national et dans toutes les sources de documentation fédérale ; avec l´objectif de défendre et conserver les documents dans des films, des disques, des photographies ; il a créé des services de recherche et d’information historique liées à l’égalité des services dans les forces armées et dans d’autres institutions publiques et privées.8 Ainsi, "avec cette proposition d’un organisme centralisateur pour la réglementation des procédures d’archivage, l’idée est réaffirmée dans le cadre de la gestion de José Honório Rodrigues, on peut également observer le développement de divers cours destinés à former des professionnels formés pour agir dans le domaine des archives ". Ces cours ont donné lieu, en 1977, au premier cours d’archivologie de l’Université fédérale de l’État de Rio de Janeiro.

### La modernisation institutionnelle des années 1980
Avec l’approbation en 1975 d’un nouveau règlement, une étape importante a été franchie lorsque la notion de gestion de documents a été intégrée, par l’intermédiaire de la Division des archives préalables, qui s’est installée à Brasilia l’année suivante, démontrant ainsi la l'inquiétude des Archives vis-à-vis de ses actions devant l'administration publique de la capitale.
La préservation des documents du pouvoir public en tant qu'objet du système des archives nationales (SINAR) a été l'une des conquêtes de la fin des années 70. Avec les archives nationales comme organe central, le système était composé des organes de l'administration fédérale directe, un effet indirect des activités d'archivage intermédiaire et permanent.
À la demande de l'UNESCO, à la demande de la directrice générale des Archives nationales, Celina Vargas do Amaral Peixoto, un "projet pilote de modernisation d'un type d'archives traditionnel" a été mis en œuvre et a été mis en place afin de garantir un changement radical. Le changement de siège a été essentiel; l'identification de tous les documents conservés aux Archives nationales; le recensement des collections non collectées et la formation des travailleurs de l'institution. C'étaient les conditions requises pour la préparation d'une législation fédérale et d'une nouvelle structure pour les Archives nationales. Résultat d'un accord entre le ministère de la Justice et la Fondation Getúlio Vargas, projet de modernisation des institutions administratives des archives nationales, signé en 1981, passage ultérieur des archives à l'organe autonome de l'administration directe dans la structure du ministère et transfert au bâtiment rattaché à l'ancienne Casa de la Moneda, en janvier 1985, l'intérêt des organisations internationales pour cette décennie s'est réveillé.10
Ainsi, le 3 janvier 1985, les Archives nationales ont été transférées dans leur siège actuel, qui occupe l'un des bâtiments de l'ancienne Casa de la Moneda (1868-1983), l'un des plus beaux édifices construits au XIXe siècle. Praça da República Après un processus de restauration primé, en 2004, il occupe la partie historique de cet ensemble architectural. À Brasilia, bien qu’il ne construise pas de bâtiment spécifique, l’AN utilise depuis 1988 une partie des installations du Imprensa Nacional, qui dispose de 18 000 mètres d’étagères pour la garde de la collection dans sa coordination régionale - pour le moment, le seul dehors Rio de Janeiro.

### Liste des directeurs des Archives Nationales du Brésil
Liste des directeurs des Archives Nationales du Brésil :
- (1840-1857) - Ciro Cândido Martins de Brito
- (1857-1860) - José Tomás de Oliveira Barbosa (provisoire)
- (1860-1869) - Antonio Pereira Pinto
- (1869-1873) - Joaquim Caetano da Silva
- (1873-1898) - Joaquim Pires Machado Portela
- (1899-1902) - Pedro Veloso RebeloRaul Lima, directeur général des archives nationales (1969-1980).

Raul Lima, directeur général des archives nationales (1969-1980).

- (1902-1910) - Francisco Joaquim Béthencourt da Silva
- (1910-1915) - Alcebíades Estevão Furtado
- (1915-1917) - Frederico Schumann
- (1917-1922) - Luís Gastão d'Escragnolle Dória
- (1922-1938) - João Alcides Bezerra Cavalcanti
- (1938-1958) - Eugênio Vilhena de Morais
- (1958-1964) - José Honório Rodrigues
- (1964-1969) - Pedro Moniz de Aragão
- (1969-1980) - Raul do Rego Lima
- (1980-1990) - Celina Vargas do Amaral Peixoto
- (1990-1991) - Tereza Maria Sussekind Rocha (provisoire)
- (1991-1992) - Maria Alice Barroso
- (1992-2016) - Jaime Antunes da Silva
- (2016-2016) - Maria Izabel de Oliveira (provisoire)
- (2016-2016) - José Ricardo Marques
- (2016-2016) - Ivan Fernandes Neves (provisoire)
- (2016-2017) - José Ricardo Marques
- (2017-2017) - Diego Barbosa da Silva (provisoire)
- (2017-2019) - Carolina Chaves de Azevedo
- (2019-) - Neide De Sordi

## Collection

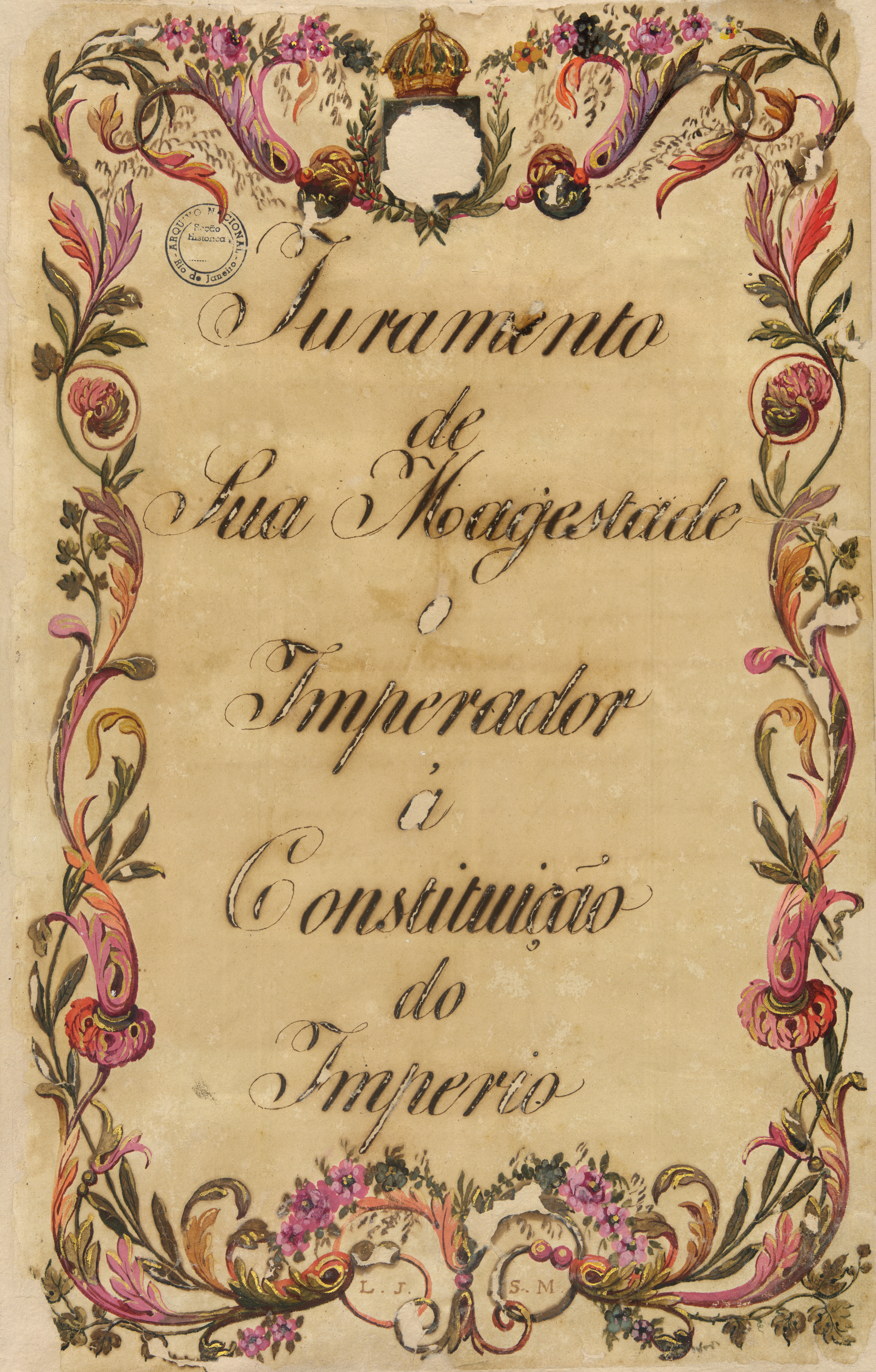
Serment de l'empereur Pedro Ier à la Constitution de l'Empire (1824).

Dans ses deux unités à Rio de Janeiro et à Brasilia, les Archives nationales conservent environ 55 km de documents textes. 1,74 million de photographies et de négatifs, 200 albums de photos, 4 000 dessins animés et dessins, 3 000 affiches, 1 000 cartes postales, 3 000 dessins et 20 000 illustrations, ainsi que des cartes, des films et des enregistrements sonores.
La documentation textuelle concerne les pouvoirs exécutif, de modérateur, judiciaire et législatif du gouvernement fédéral et comprend des collections privées. La correspondance et la législation ont pris naissance autour de l'empire ultramarin portugais. Les archives apportées avec la cour de Jean VI en 1808, entre autres, décrivent les débuts de la société brésilienne. Avec la rupture des relations coloniales, la formation de l’État impérial peut être connue à travers des documents générés par les ministères et le pouvoir judiciaire, tels que la Casa da Suplicação, l’audit général de Marinha, en plus de la Constitution originale de 1824 et la loi d'or.
Parmi les documents produits par le régime républicain, figurent les dossiers d’entrée des immigrants, les brevets d’invention, les registres d’état civil, les procédures civiles et pénales, les observations d’ovnis, les projets d’urbanisation et d’assainissement liés aux premières années du XXe siècle. Les constitutions de l'année 1891, les procédures de la cour de sécurité de l'État, de la Cour suprême militaire et de la Cour suprême fédérale, les organes de censure, les documents d'entités telles que le service national d'information, qui composent l'appareil répressif du les luttes politiques de la dictature militaire (1964-1985) et de plusieurs d´autres institutions gouvernementales qui reflètent la formation du Brésil contemporain et des aspects pertinents à l'histoire récente du pays. Outre les documents de l'organe d'information et de contre-information du régime militaire, les archives personnelles et les entités privées sont importantes, notamment Eusébio de Queirós, Duque de Caxias, Bertha Lutz, Luis Carlos Prestes, Salgado Filho, San Tiago Dantas, Goes Monteiro, Apolônio de Carvalho, Mário Lago, Zelia Pedreira Abreu Magalhães, Maria Beatriz Nascimento, les présidents de la République Floriano Peixoto, Prudente de Moraes, Afonso Pena, João Goulart, l’Académie brésilienne des lettres, la Fédération brésilienne du progrès féminin, l’Institut de Pesquisa e Estudos Sociais (IPES) et de l’Association des archivistes brésiliens.
Composée par des cartes et des plans architecturaux, la documentation cartographique compte plus de 44 000 titres sur la géographie de différentes régions du monde et du Brésil du XVIe au XXe siècle. En ce qui concerne le Brésil, les projets d’urbanisme et d’infrastructure urbaine se distinguent, tels que les bâtiments de l’Avenue Centrale, l’actuelle Avenue Rio Branco, à Rio de Janeiro, ainsi que les chemins de fer, les télégraphes, les ports, les rivières et la canalisation des systèmes de l'approvisionnement en eau.
La documentation iconographique a débuté dans les années 1860, en même temps que l'expansion de la photographie. Parmi les univers d'images produits par d'importants photographes nationaux et étrangers qui ont travaillé au Brésil et à l'étranger, se distinguent les archives de l'Agence nationale (1930-1979), le journal Correio da Manhã (1901-1974) et la famille Ferrez (1839-2000), ainsi que des archives privées de la collection of Avulsas Photographs.
La collection de documents sonores couvre la période de 1902 à 1990 qui comprend plus de 11 000 articles, notamment des disques et des cassettes audio provenant de fonds des agences nationales, Présidence de la République, Radio Mayrink Veiga, Humberto Franceschi, Radio Jornal do Brasil, Casa Edison et Public Amusement Censorship Service, ainsi que des collections de musique classique et populaire.
L'ensemble d'images animées présente des archives impressionnantes de l'histoire et de la culture brésiliennes. Il existe 33 000 titres, sur un total de 124 000 rouleaux de film et 4 000 cassettes vidéo. Ils font partie de la collection de films d'actualité, documentaires, films de fiction et de publicité, et de films censurés, provenant de l'Agence nationale, de la Division de la censure de la diversité publique, de TV Tupi et de la Commission nationale de l'énergie nucléaire, entre autres fonds et collections.

### Documents Memória del Mundo nommés par l'Unesco
Les Archives nationales, en plus d'appuyer le fonctionnement du Comité national du Brésil, relevant du Ministère de la culture, ont proposé la nomination de certains documents du Programme Mémoire du monde de l'UNESCO.

Loi d´or, 1888.

#### Registre national (Brésil)
- Autos da Devassa - Le complot dans le Minas Gerais, Levante Tiradentes – 2007
- Loi d'or (1888) – 2008
- Relations de vapeur avec la liste des immigrants. Service des politiques maritimes, aériennes et frontalières de Santos (SPMAF / SP-Santos) – 2009
- Agence nationale: l'information au service de l'État, en liaison avec la Fondation Cinemateca Brasileira – 2010
- Fondo Francisco Bhering - La lettre du Brésil au millionième (1777-1937) – 2011
- Correspondance originale des gouverneurs du Pará avec la Cour. Lettres et annexes (1764-1807) – 2017
- Le fonds de la Fédération brésilienne pour le progrès des femmes dans l'héritage de Bertha Lutz (1881-1985), associé aux archives historiques d'Itamaraty, au Centre de documentation et d'information de la Chambre des députés et au Centre de la mémoire de l'Université d'État de Campinas - CMU / UNICAMP – 2018
- Fonds consultatif pour la sécurité et l'information de la Fondation nationale indienne - ASI / FUNAI, 1968-2000 – 2018

#### Registre régional (Amérique latine)
- Fonds d'information sur les fonds et le contre-espionnage de la dictature militaire (1964-1985), avec les archives publiques de l'État de Ceará, les archives publiques d'Espírito Santo, les archives publiques João Emerenciano de Pernambuco, les archives publiques de Maranhão, les Archives Mines publiques, Archives publiques de Rio de Janeiro, Archives publiques de l'État de São Paulo, Département des archives de Paraná et Centre d'information, de documentation et d'archives - Cidarq de l'Université fédérale de Goiás – 2011
- La guerre de la triple-alliance: représentations iconographiques et cartographiques, ainsi que les archives historiques de l'armée, les archives historiques, la cartothèque historique du ministère des Affaires étrangères, le Département du patrimoine marin et de la documentation, la Fondation de la bibliothèque nationale, le Musée national d'histoire, du musée impérial, du musée national des beaux-arts et de l'Institut historique et géographique du Brésil – 2013

#### Registre international (monde)
- Fonds d'information sur les fonds et le contre-espionnage de la dictature militaire (1964-1985), avec les archives publiques de l'État de Ceará, les archives publiques d'Espírito Santo, les archives publiques João Emerenciano de Pernambuco, les archives publiques de Maranhão, les Archives Mines publiques, Archives publiques de Rio de Janeiro, Archives publiques de l'État de São Paulo, Département des archives de Paraná et Centre d'information, de documentation et d'archives - Cidarq de l'Université fédérale de Goiás – 2011
- La guerre de la triple-alliance : représentations iconographiques et cartographiques, ainsi que les archives historiques de l'armée, les archives historiques, la cartothèque historique du ministère des Affaires étrangères, le Département du patrimoine marin et de la documentation, la Fondation de la bibliothèque nationale, le Musée national d'histoire, le musée impérial, le musée national des beaux-arts et l'Institut historique et géographique du Brésil – 2015
- Carlos Gomes : compositeur des deux mondes, en liaison avec l'École de musique de l'université fédérale de Rio de Janeiro ; Fondation de la bibliothèque nationale (FBN) ; Institut historique et géographique du Brésil (IHGB) ; Teatrale alla Scala Museum (Italie) ; musée Carlos Gomes du Centre des sciences, des arts et des arts (CCLA) ; Musée national d'histoire (MHN) ; Musée impérial (MI) et musée de l'université fédérale de Pará (MUFPA) – 2017

### Quelques documents des archives nationales

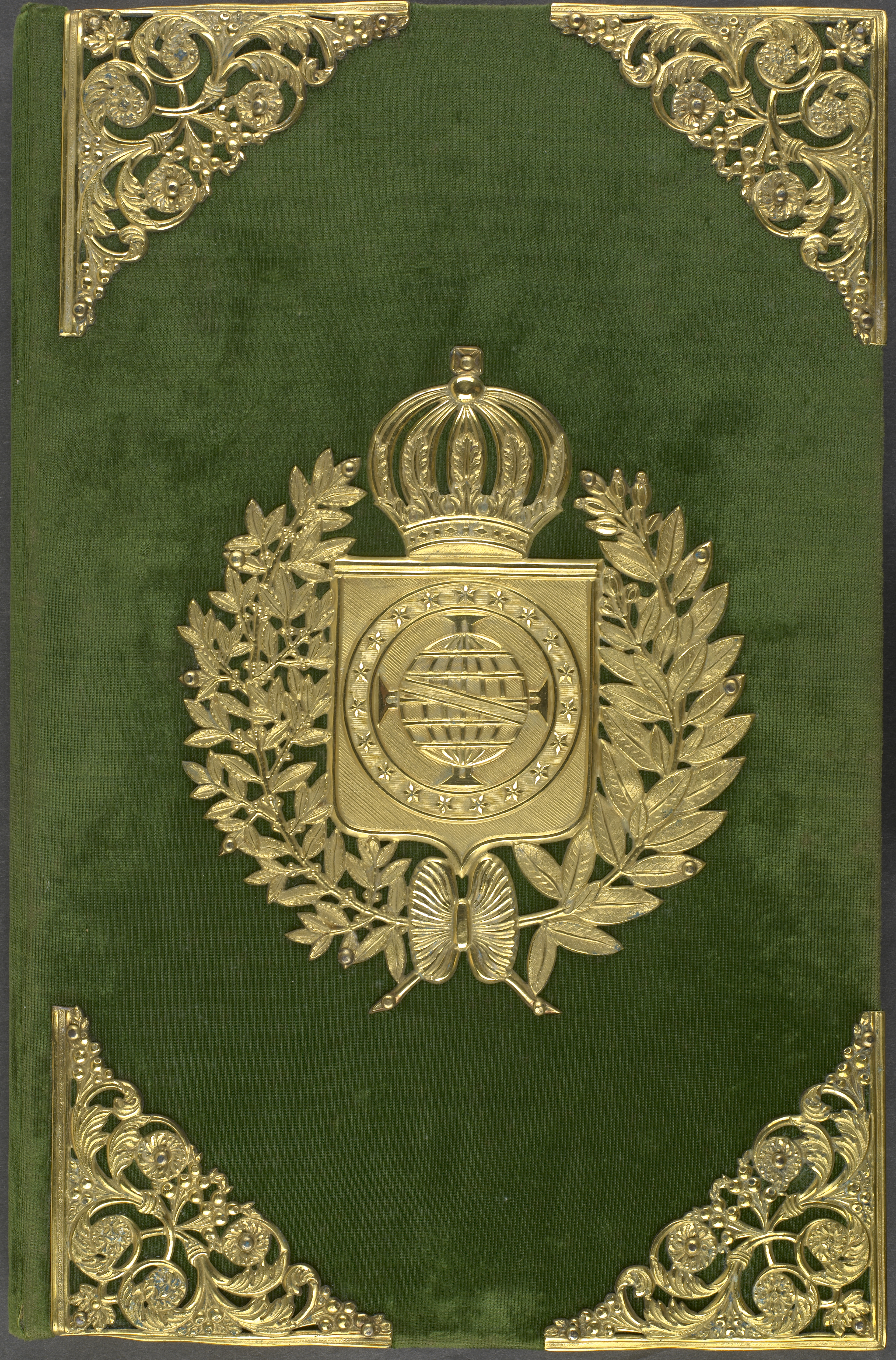
Constitution de l'empire du Brésil, 1824.
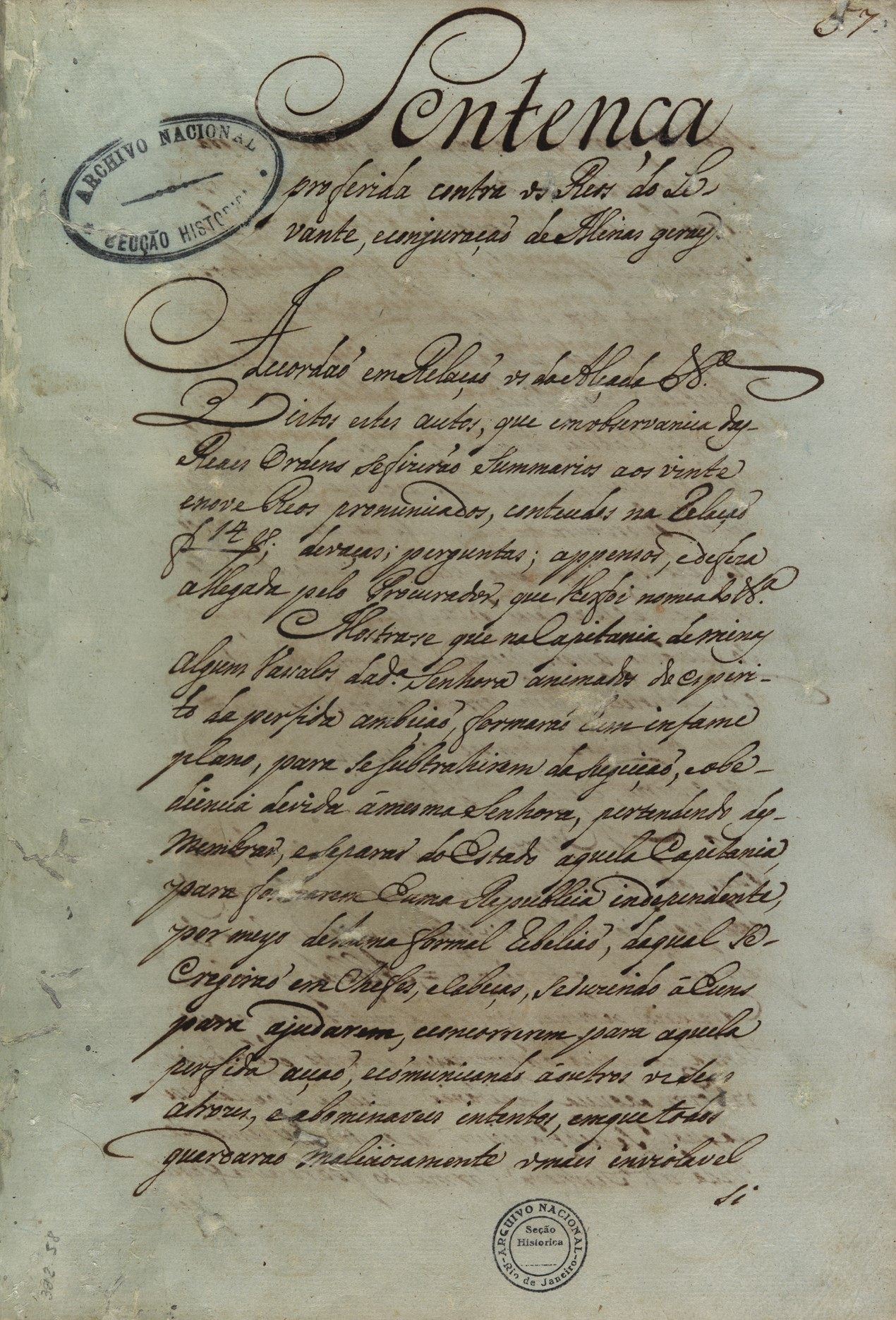
Phrase proférée contre la Conjuration Minière, 1792.
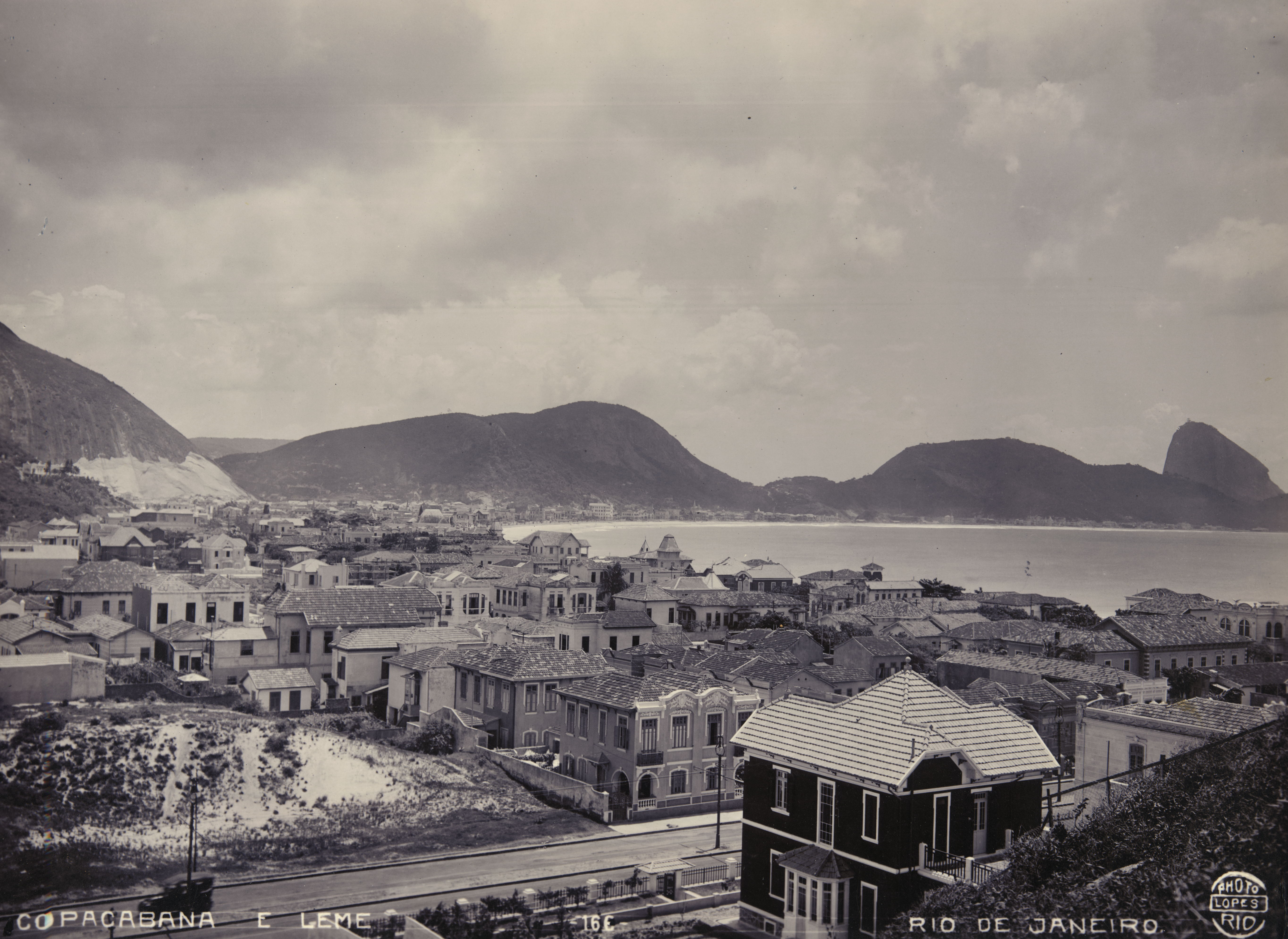
Districts de Copacabana et Leme, Rio de Janeiro, au début du XXe siècle.
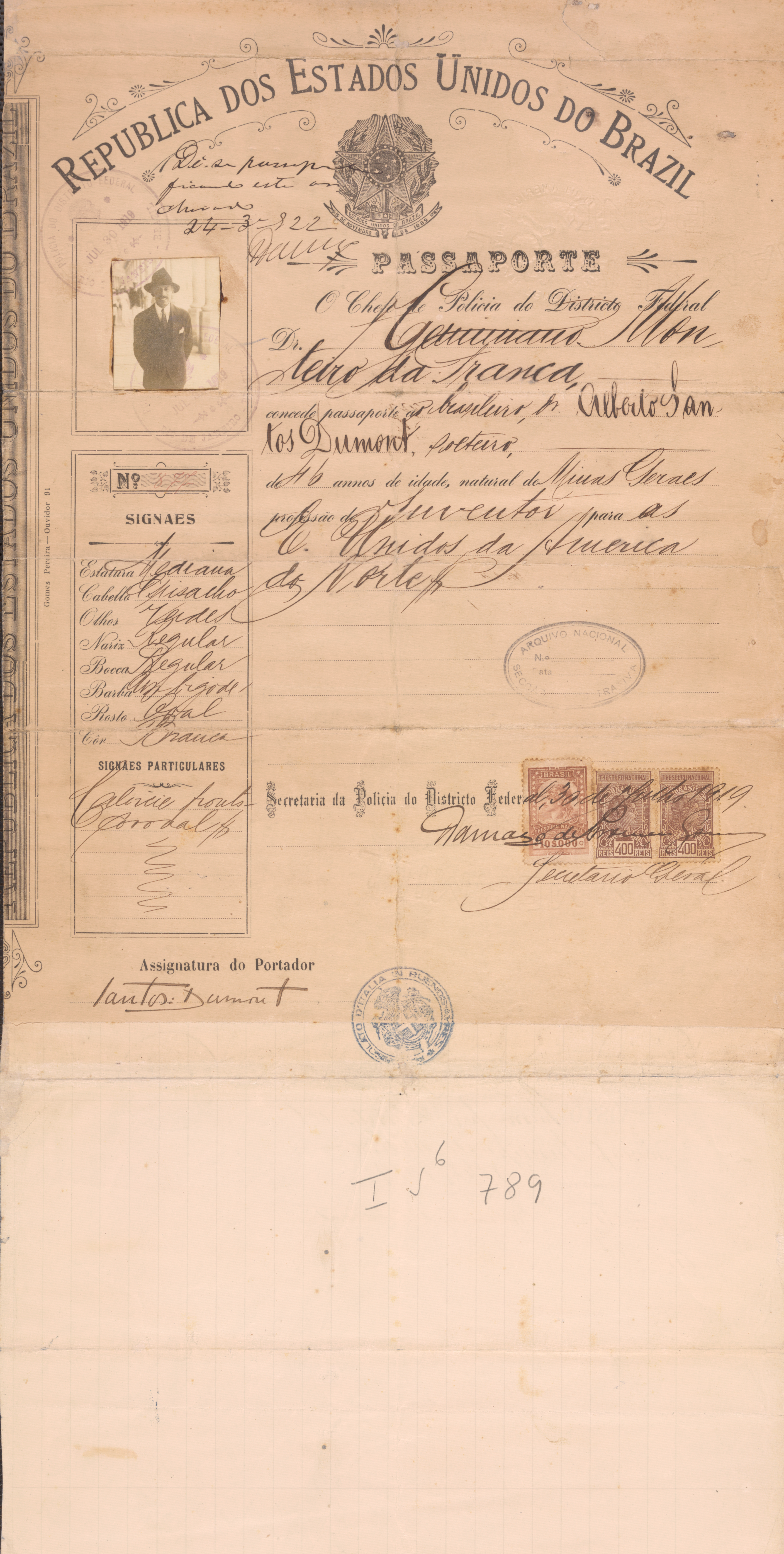
Passeport Santos Dumont, 1919.
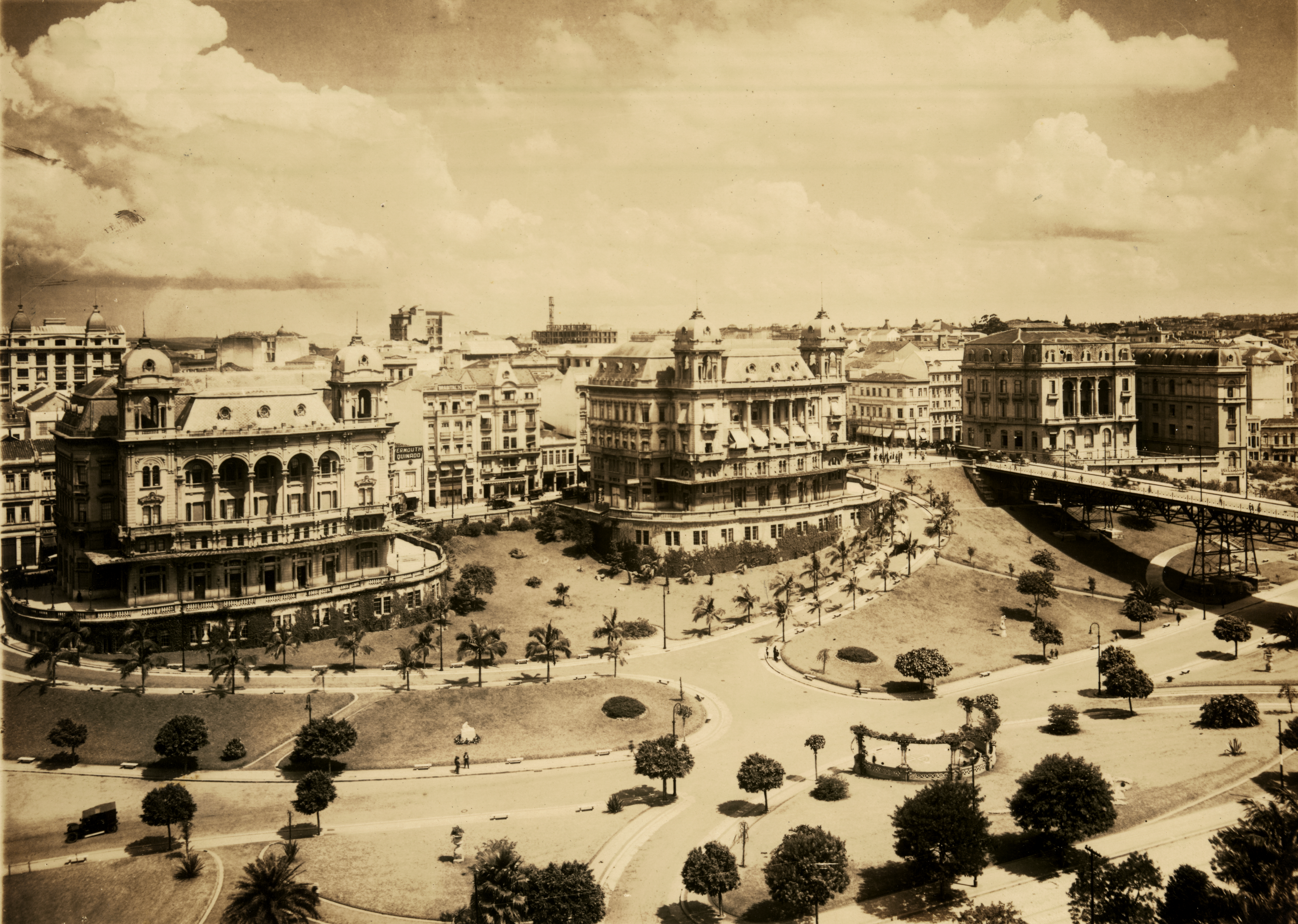
Vallée de l'Anhangabaú, São Paulo, au début du XXe siècle.
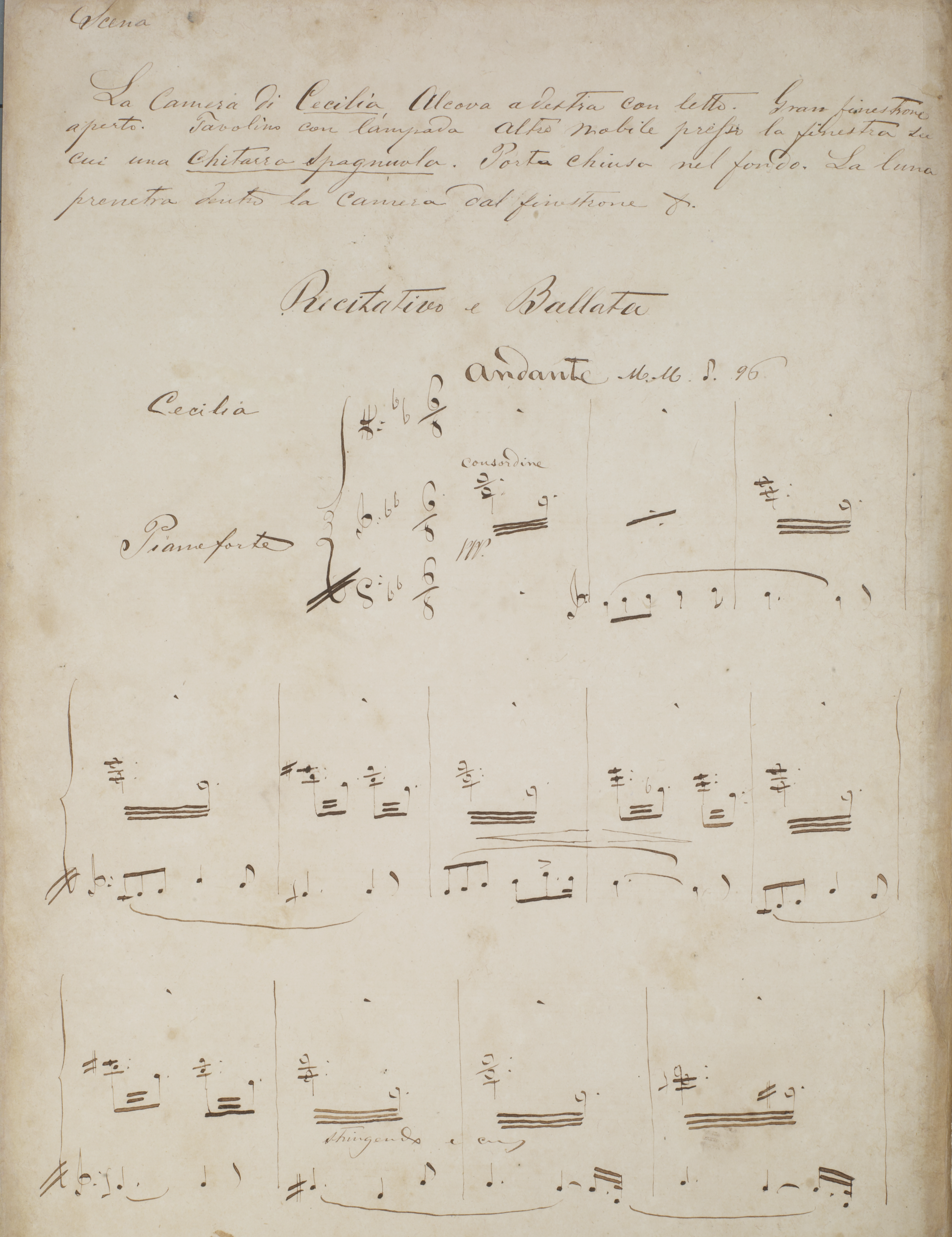
Une partie de l'opéra El Guaraní, de Carlos Gomes, 1866.
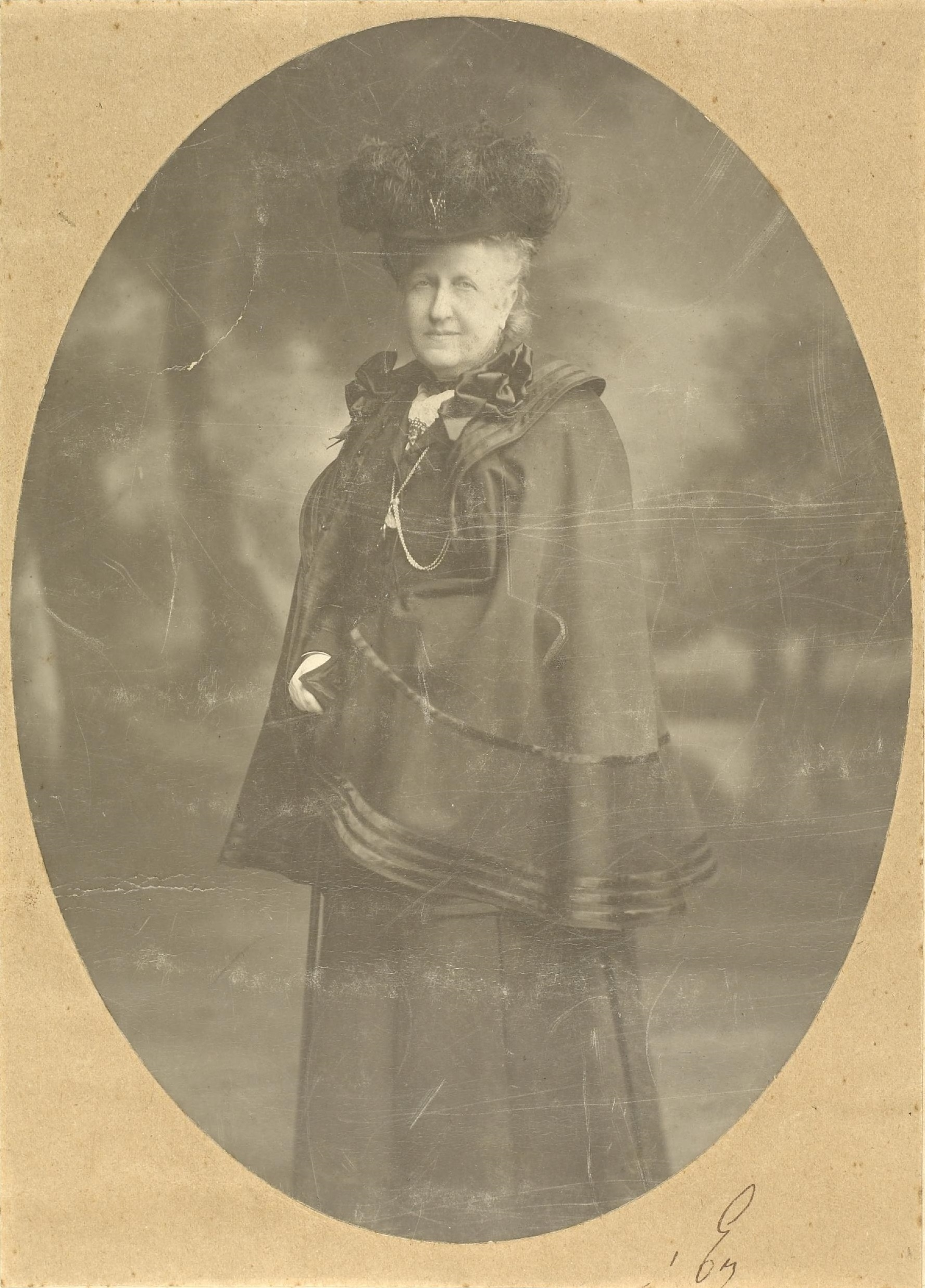
La princesse Isabel, 1906.
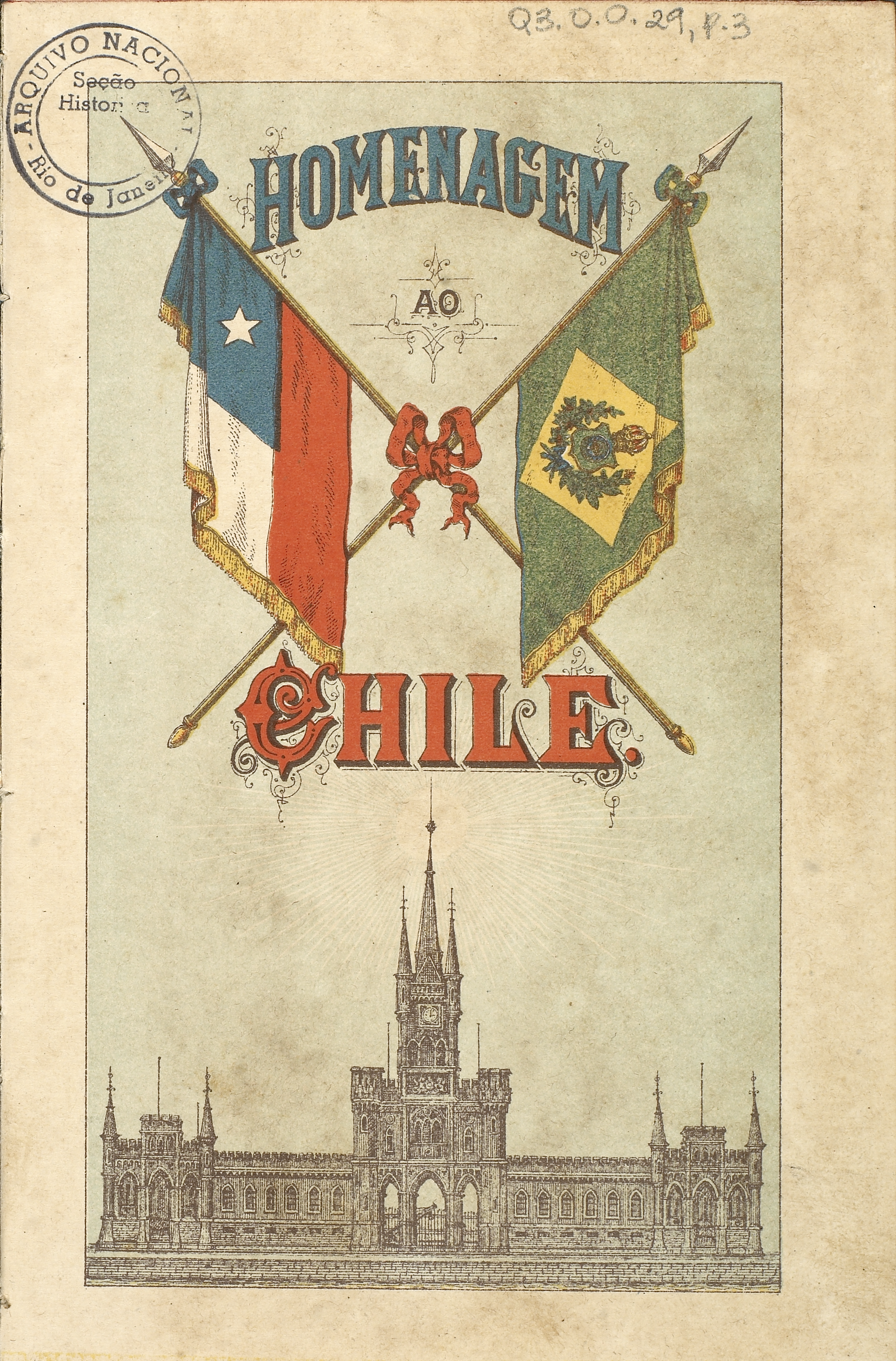
Le menu de la dernière fête sur l'île fiscale, 1889.
Le président Artur Bernardes et ses ministres d'État, 1922.
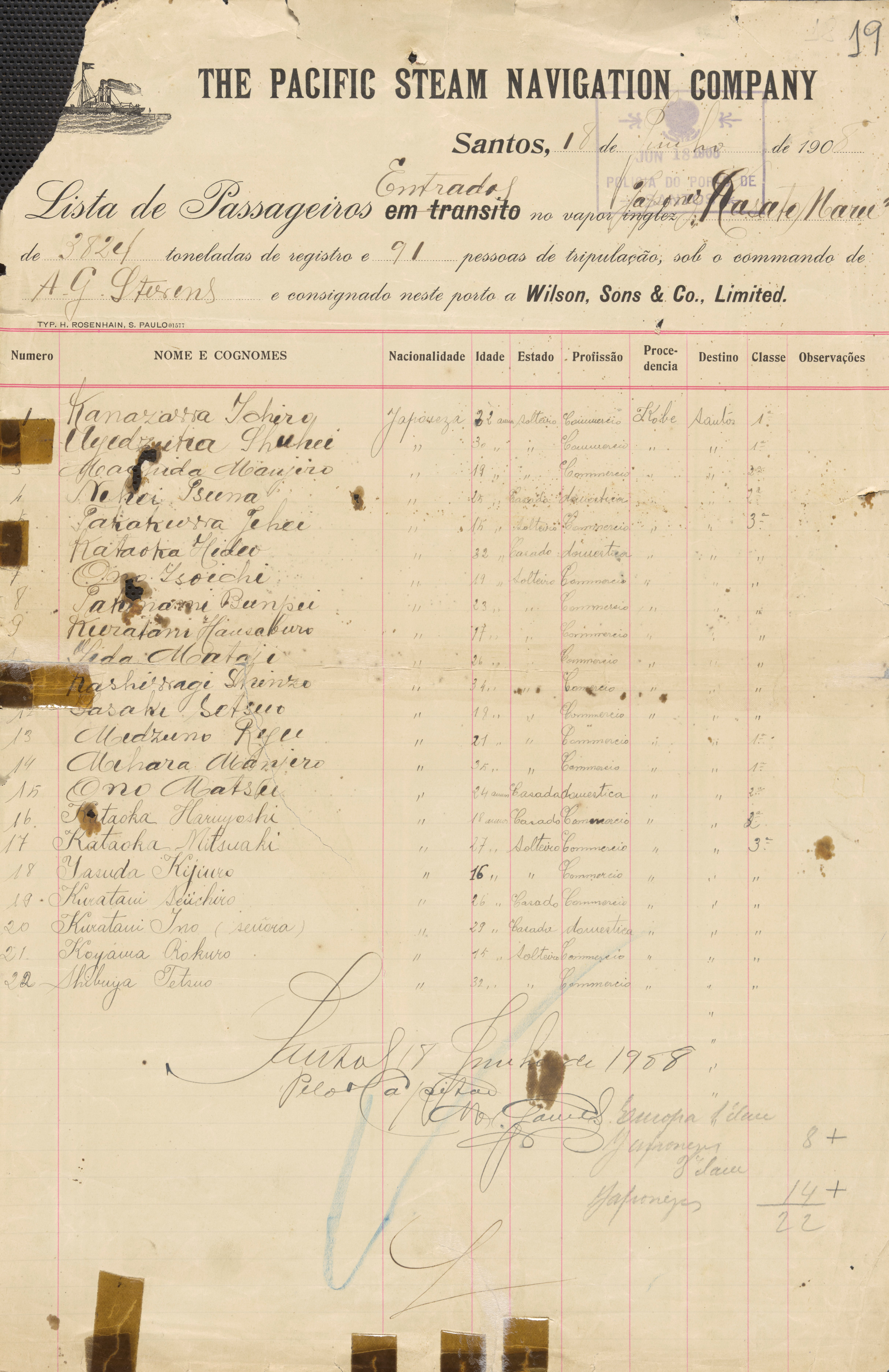
Liste des passagers du Kasato Maru amenant les premiers immigrants japonais au Brésil, 1908.
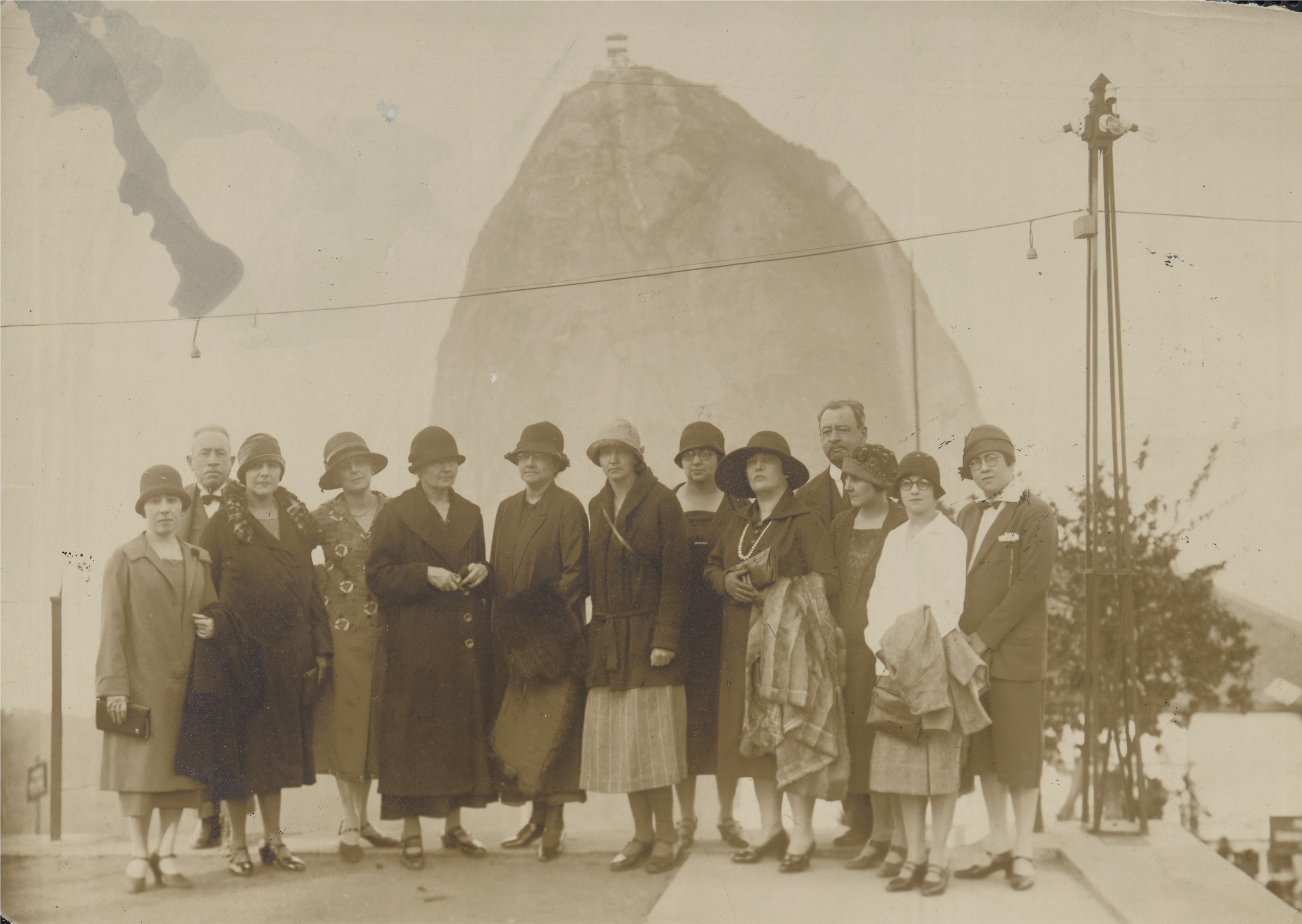
Marie Curie et membres de la Fédération pour le Progrès Féminin, Rio de Janeiro, 1926.
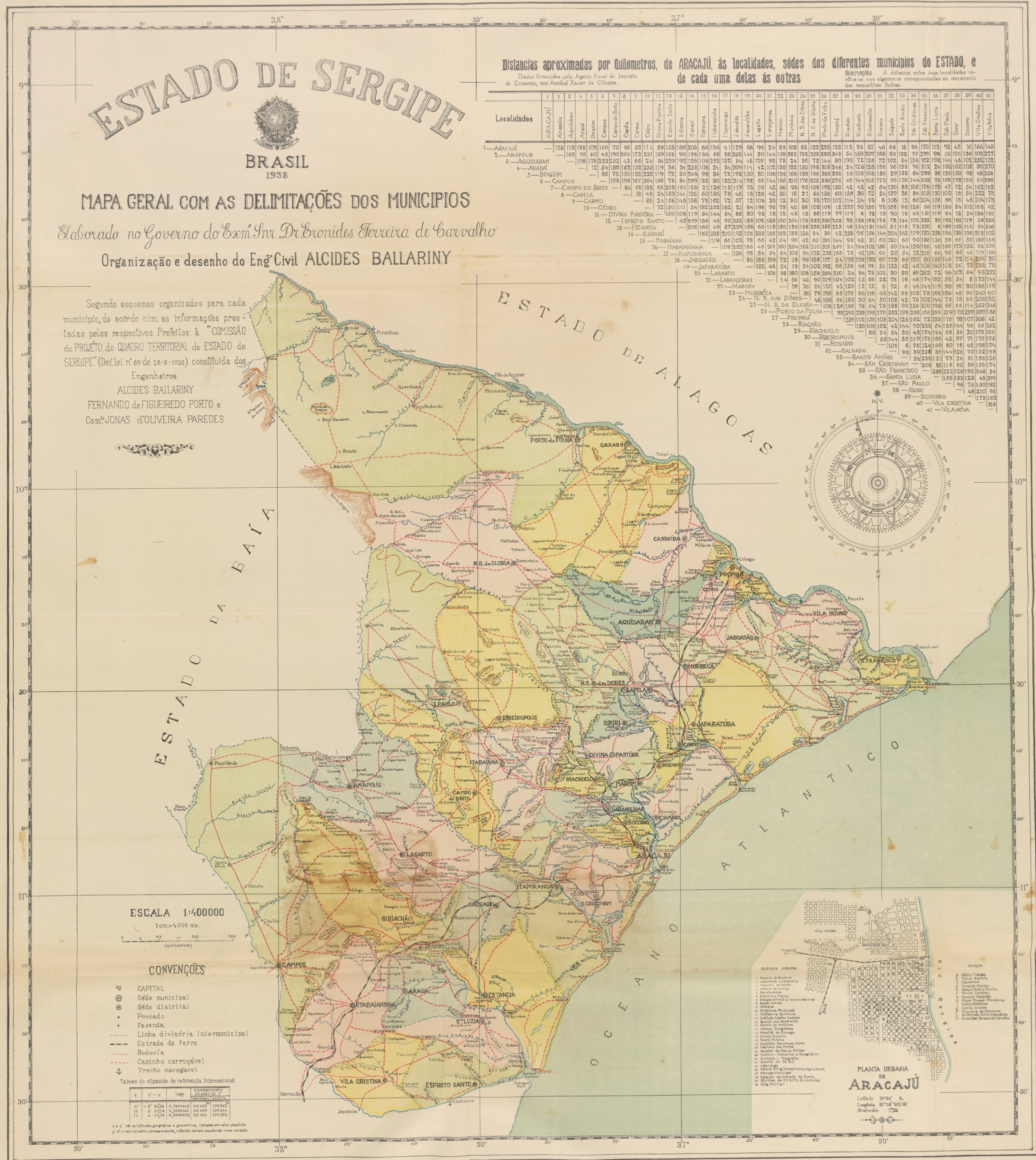
Mapa del estado de Sergipe, 1937.
Inauguration du stade Maracanã, 1950.
Chacrinha, 1961.

## Bibliothèques
Les Archives nationales disposent de deux bibliothèques de référence, notamment dans les domaines de l’histoire et des archives du Brésil. La bibliothèque du siège de l'institution à Rio de Janeiro, appelée Biblioteca Maria Beatriz Nascimento qui a été créée en 1876 par le décret n ° 6164 du 24 mars 1876. L'unité de bibliothèque régionale de Brasilia a été créée en 2016. Ensemble, ils ont environ 111 000 livres, brochures, magazines, thèses, mémoires, CD et DVD, dans plus de vingt langues différentes, avec 23 000 livres rares - celle de Rio de Janeiro considérée comme la plus grande bibliothèque d'archivologie du Brésil, notamment après la réception de la collection bibliographique de l’Association des archivistes brésiliens éteinte en 2015 .

## Siège
Le siège actuel de l'AN est l'ancien bâtiment de style néoclassique de la Casa de Moneda, au centre de la ville de Rio de Janeiro et qui a été construite en 1860, est l'un des premiers biens répertoriés par l'Institut du patrimoine historique national en 1938. Situé sur la Praça da República, il se trouve à côté de Radio MEC et de la faculté de droit de l'Université Fédérale de Rio de Janeiro, près de la gare centrale du Brésil. Outre son siège à Rio de Janeiro, les Archives nationales ont, depuis 1988, une unité dans la capitale fédérale, Brasilia, située actuellement dans le secteur de l’industrie graphique, à côté de la presse nationale.